# Эндемичные виды птиц Новой Зеландии

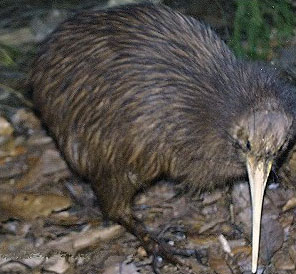
Нелетающая птица Киви — символ Новой Зеландии

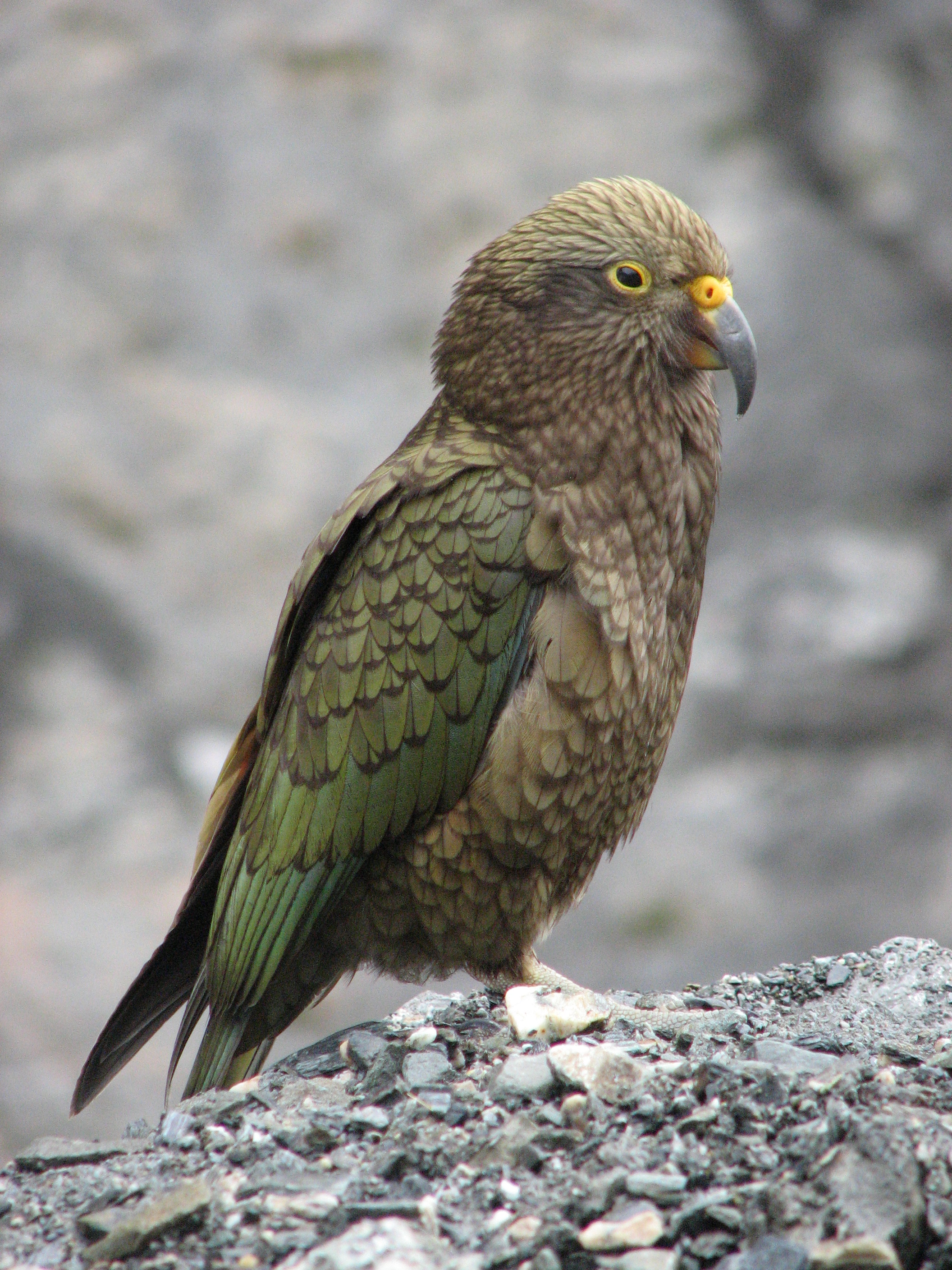
Кеа — попугай, который истреблялся как «убийца овец»

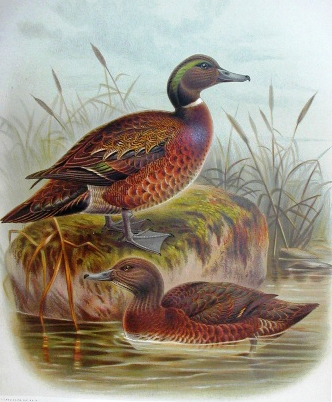
Оклендский чирок

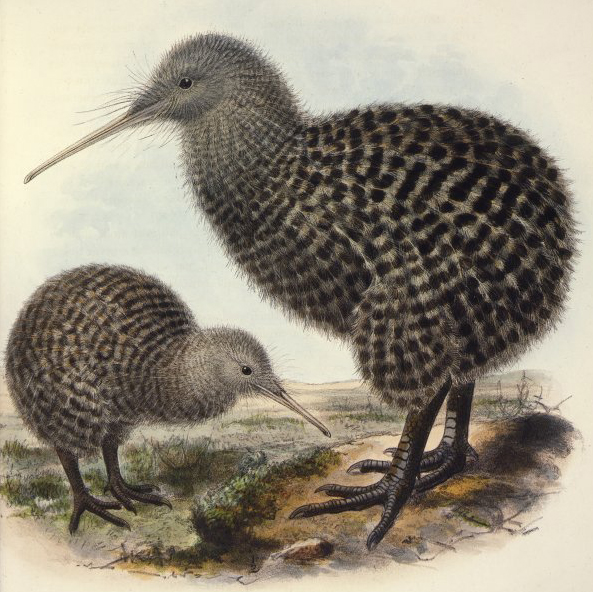
Большой серый киви

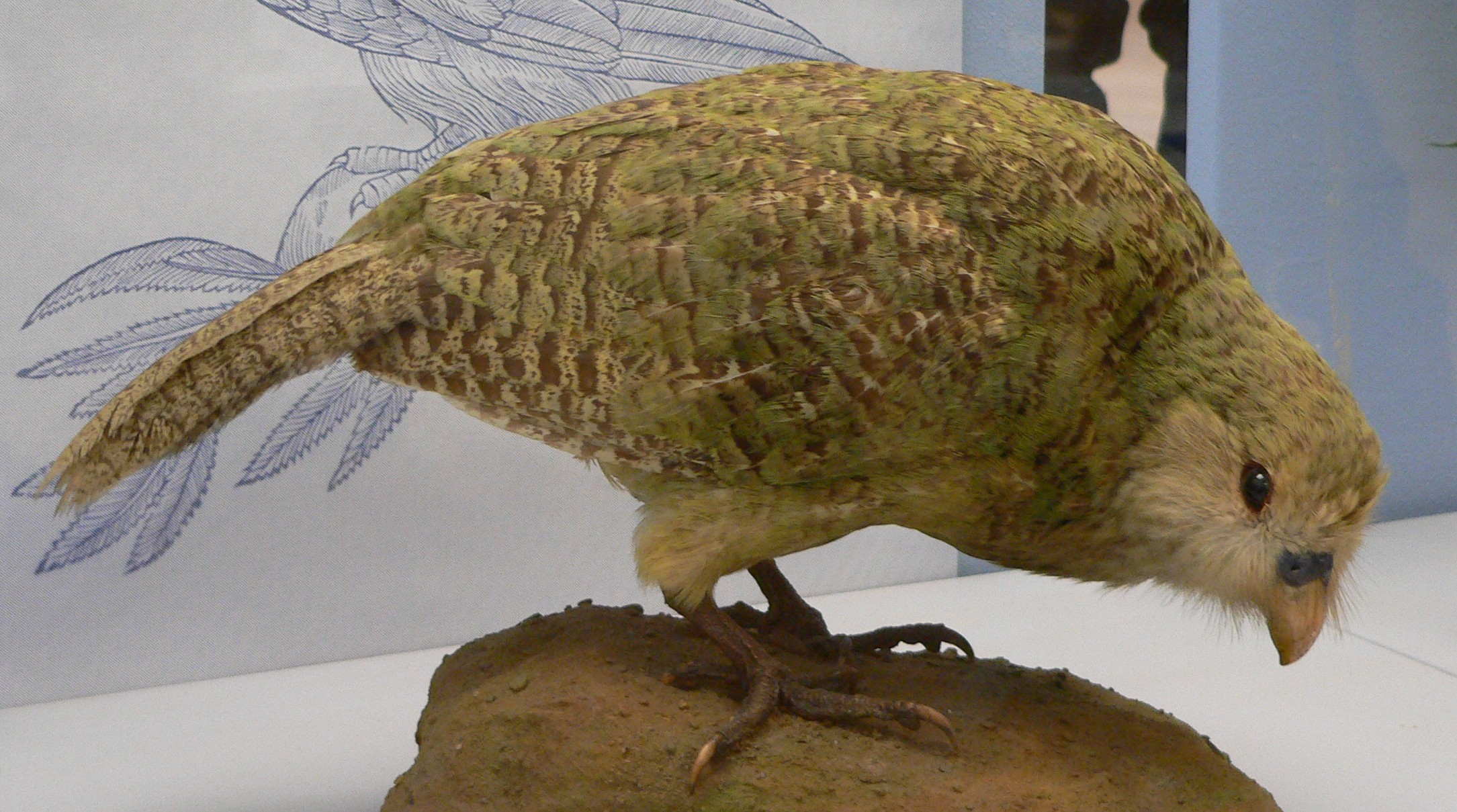
Какапо, нелетающий совиный попугай

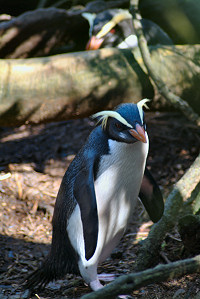
Толстоклювый хохлатый пингвин обитает только на островах, прилегающих к югу Новой Зеландии

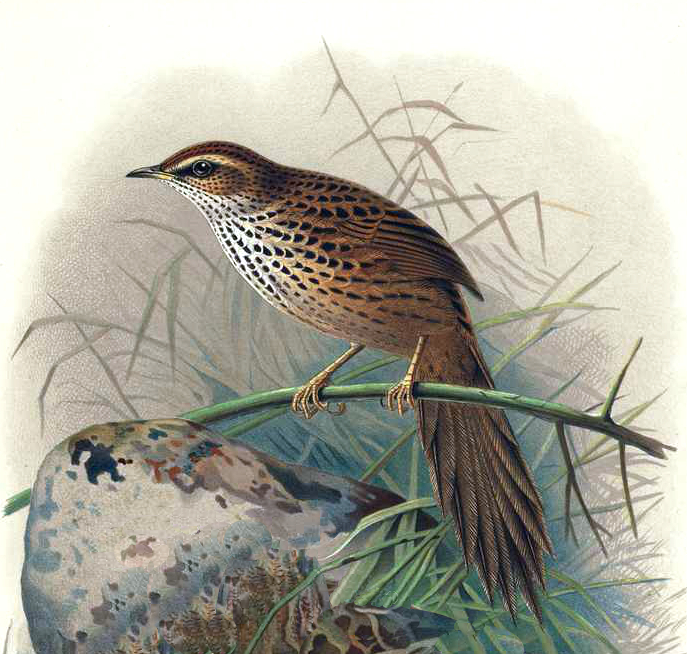
Megalurus punctatus

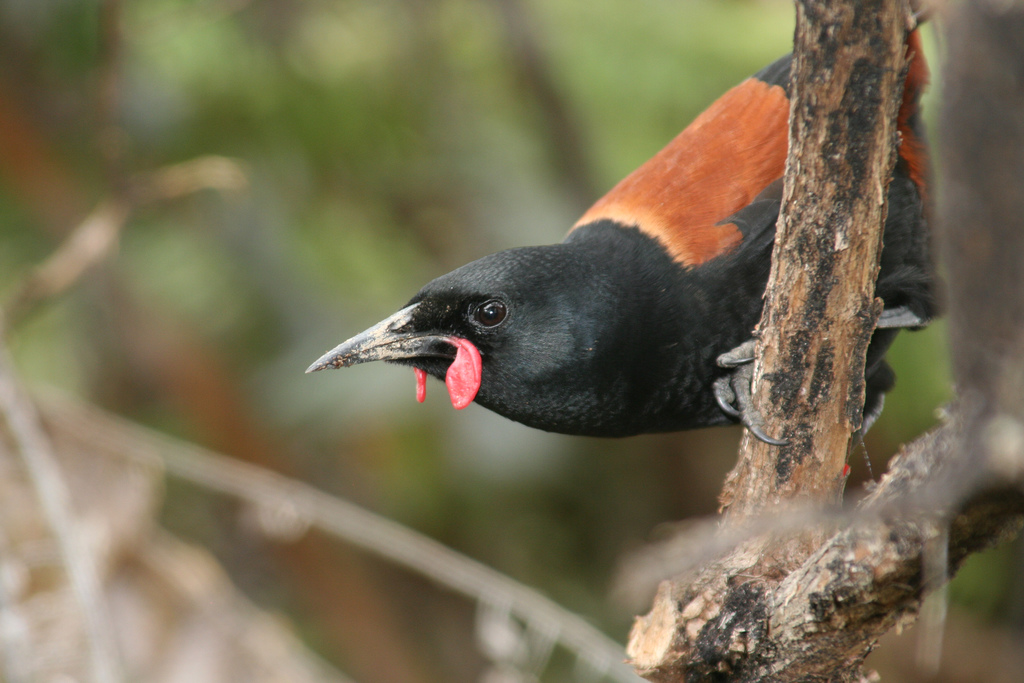
Тико — птица из семейства Новозеландские скворцы (Callaeidae)

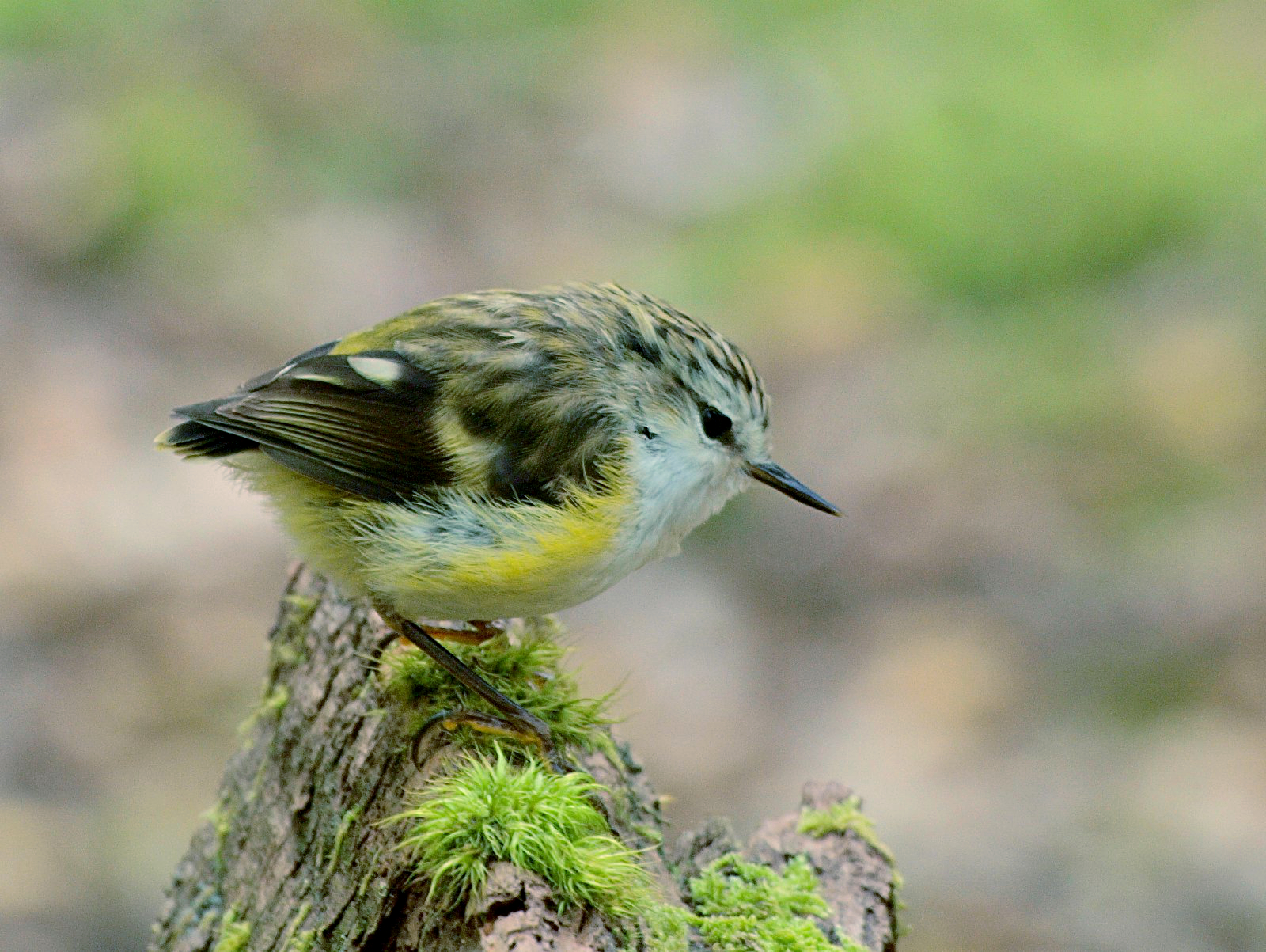
Стрелок (птица)

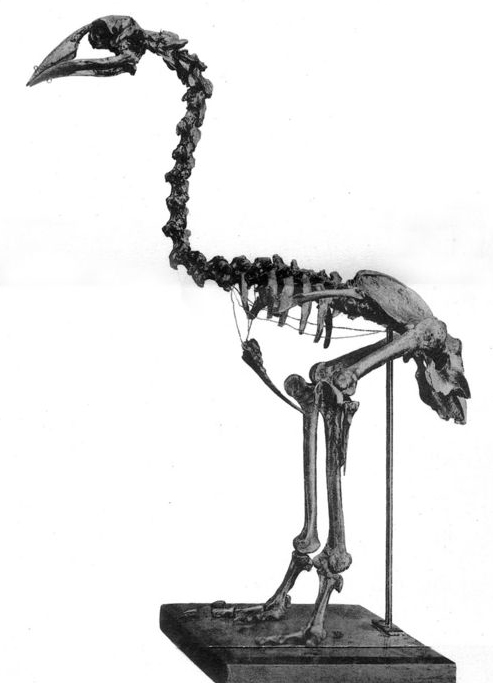
Aptornis otidiformis

Эндемичные виды птиц Новой Зеландии. Около половины видов орнитофауны Новой Зеландии (без учёта интродуцированных и морских видов) являются эндемиками этих островов и нигде больше не встречаются. С учётом вымерших видов степень эндемизма наземной и пресноводной орнитофауны достигает 70 %

## Эндемичные зоны
Международная организация по защите птиц и сохранению их среды обитания «BirdLife International» выделяет 4 зоны эндемизма птиц (Endemic Bird Areas) в этом регионе:
Северный (остров, Новая Зеландия) (206 видов), Южный (остров, Новая Зеландия) (207 видов), Острова Окленд (208 видов) и Чатем (архипелаг) (109 видов).

## Эндемичные семейства
Следующие семейства птиц являются эндемиками Новой Зеландии:
- Dinornithidae (или Dinornithiformes) — Моа (вымерший)
- Apterygidae (или Apterygiformes) — Киви.
- Acanthisittidae (или Xenicidae) — Новозеландские крапивники
- Callaeidae (или Callaeatidae) — Новозеландские скворцы, гуйи
- Turnagridae (возможно, вымершие) — Новозеландские турнагры, два вида с Северного острова Пиопио и с Южного.
- Notiomystidae

Семейство попугаев Strigopidae (кеа, какапо) ограничивается Новой Зеландией и несколькими островами (Норфолк и Филлип).

## Список видов
Эндемиками Новой Зеландии являются следующие виды:
- Apteryx australis — Южный киви
- Apteryx rowi
- Apteryx mantelli — Северный киви
- Apteryx owenii — Малый серый киви
- Apteryx haastii — Большой серый киви
- Tadorna variegata — Новозеландская пеганка
- Hymenolaimus malacorhynchos — Новозеландские утки
- Anas aucklandica — Оклендский чирок
- Anas nesiotis — Кэмпбельский чирок (или подвид Anas chlorotis)
- Anas chlorotis — Бурый чирок
- Aythya novaeseelandiae,
- Poliocephalus rufopectus — Новозеландская белоголовая поганка
- Eudyptes pachyrhynchus — Толстоклювый хохлатый пингвин
- Megadyptes antipodes — Великолепный пингвин
- Eudyptula minor albosignatas — Белокрылый пингвин. Сейчас рассматривается в ранге вида.
- Phalacrocorax carunculatus,
- Phalacrocorax chalconotus,
- Phalacrocorax onslowi,
- Phalacrocorax colensoi,
- Phalacrocorax campbelli,
- Phalacrocorax ranfurlyi,
- Phalacrocorax punctatus,
- Phalacrocorax featherstoni,
- Falco novaeseelandiae — Новозеландский сокол
- Gallirallus australis,
- Porphyrio mantelli,
- Lewinia muelleri,
- Charadrius obscurus,
- Thinornis novaeseelandiae,
- Anarhynchus frontalis — Кривоносый зуёк
- Haematopus finschi,
- Haematopus chathamensis,
- Haematopus unicolor,
- Himantopus novaezelandiae,
- Coenocorypha pusilla,
- Coenocorypha aucklandica,
- Chroicocephalus bulleri,
- Chroicocephalus scopulinus,
- Chlidonias albostriatus,
- Hemiphaga novaeseelandiae,
- Nestor notabilis — Кеа
- Nestor meridionalis — Новозеландский кака
- Strigops habroptila — Какапо, или совиный попугай
- Cyanoramphus unicolor — Антиподский прыгающий попугай
- Cyanoramphus auriceps — Желтолобый прыгающий попугай
- Cyanoramphus forbesi,
- Cyanoramphus novaezelandiae — Краснолобый прыгающий попугай
- Cyanoramphus malherbi — Новозеландский горный прыгающий попугай
- Acanthisitta chloris — Стрелок (птица), зелёный новозеландский крапивник
- Xenicus gilviventris — Скалистый новозеландский крапивник
- Notiomystis cincta — Новозеландский медосос
- Anthornis melanura — Медосос-колокольчик
- Prosthemadera novaeseelandiae — Новозеландский туи
- Megalurus punctatus,
- Anthus novaeseelandiae, (Anthus australis)
- Petroica macrocephala,
- Petroica australis,
- Petroica traversi,
- Petroica longipes,
- Mohoua albicilla,
- Mohoua ochrocephala,
- Mohoua novaeseelandiae,
- Gerygone igata,
- Gerygone albofrontata,
- Callaeas cinerea — Кокако, гуйя-органист, новозеландский скворец
- Philesturnus carunculatus — Тико

## Список вымерших эндемиков
- Megadyptes waitaha
- Pelecanus novaezealandiae
- Ixobrychus novaezelandiae
- Biziura delautouri
- Pachyanas chathamica
- Malacorhynchus scarletti
- Cnemiornis gracilis
- Cnemiornis calcitrans
- Cygnus sumnerensis
- Fulica chathamensis
- Gallirallus modestus
- Diaphorapteryx hawkinsi
- Gallinula hodgeni
- Gallirallus dieffenbachii
- Capellirallus karamu
- Aptornis otidiformis
- Coenocorypha aucklandica
- Circus eylesi
- Aegotheles novaezealandiae
- Pachyplichas yaldwyni
- Pachyplichas jagmi
- Palaeocorax moriorum
- Anthornis melanocephala